# Cançoner de Baena
El Cançoner de Baena (en castellà Cancionero de Baena) és el primer cançoner castellà conegut. El seu títol complet és Cancionero de poetas antiguos que fizo é ordenó e compuso é acopiló el judino Johan Alfon de Baena. Va ser recollit per Juan Alfonso de Baena cap a 1445 (altres fonts assenyalen entre 1426 i 1430) per oferir-lo com a regal a Joan II de Castella, molt amant d'aquest tipus de literatura i poeta cançoner ell mateix i el seu valido, el conestable Álvaro de Luna y Jarana. Per això és conegut com a Cancionero de Baena. És una producció més aviat culta i cortesana.
El manuscrit original va estar a la biblioteca d'Isabel la Catòlica, d'on va passar a la d'El Escorial. Posteriorment es va treure per efectuar estudis sobre ella, i els hereus de l'estudiós José Antonio Conde la van vendre. Va ser adquirida per la Biblioteca Nacional de França.
L'obra va ser publicada per primera vegada a Madrid el 1851 per Pedro José Pidal.
Al cançoner hi ha unes 576 composicions. Agrupa 56 poetes coneguts de finals del segle XIV i principis del xv, i a una desena desconeguts. En les seves obres s'hi distingeixen dues escoles: 
- La galaico-castellana. Són els poetes més antics. Presenten influència provençal. Usen amb freqüència el gallec o els galleguismes. Solen usar metre d'art menor (octosíl·labs). Aquí es troben les composicions de Macías O Namorado, Alfonso Álvarez de Villasandino o Pero Ferrús. Alguns autors, a partir de Marcelino Menéndez Pelayo, han conclòs que dins d'aquesta primera escola poden separar-se els gallecs dels castellans, parlant així d'una tercera escola, la castellana.

- L'al·legòrico-dantesca. Són més moderns. La influència és italiana. Componen en castellà. Solen uses versos d'art major (dodecasíl·labs). Entre ells està l'obra de Francisco Imperial.

Cada poeta té una petita presentació. El seu pròleg lloa el valor de la paraula i de l'art de la poesia. N'hi ha una edició moderna de Joaquín Gonzalez Cuenca i Brian Dutton (Madrid, Visor Llibres, 1993).

## Galeria

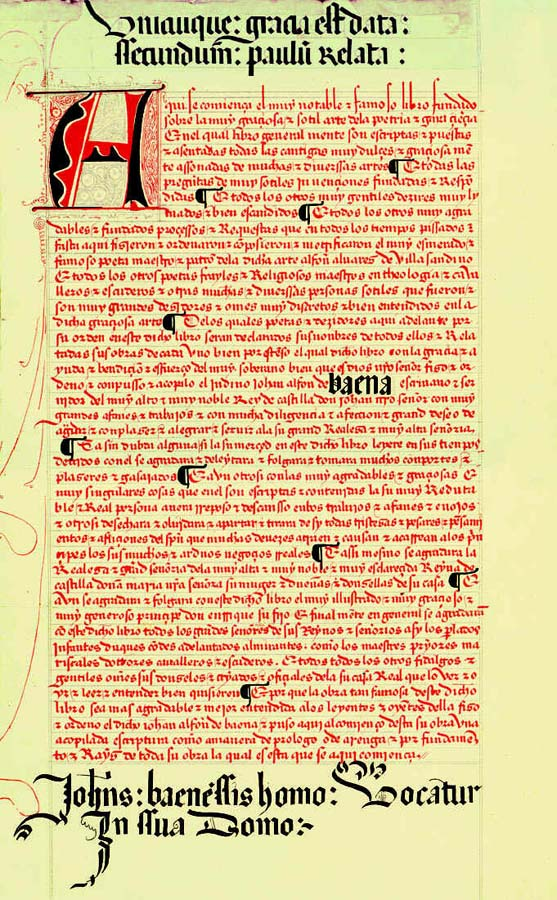
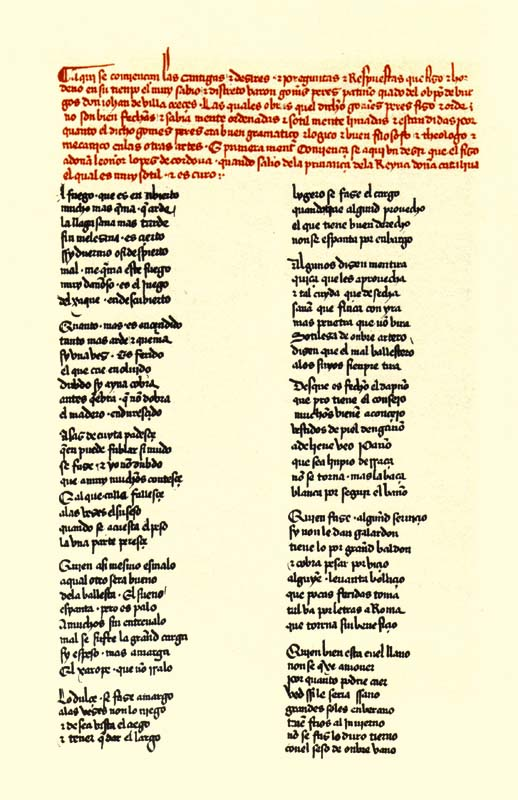
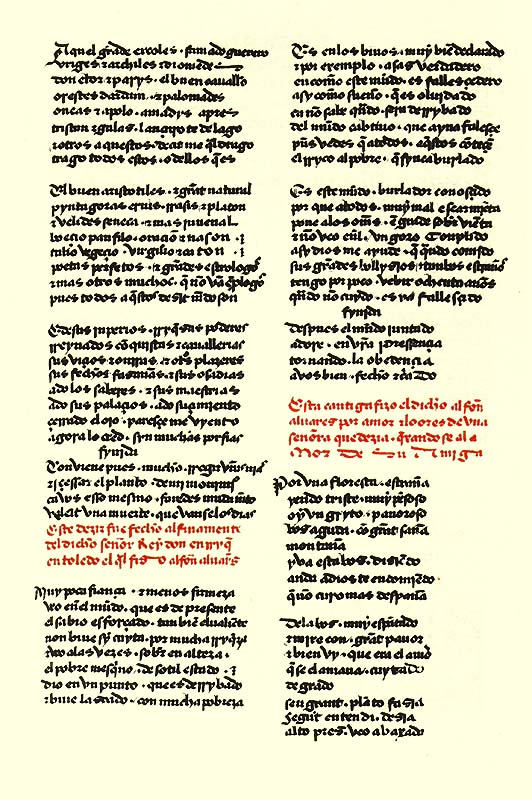
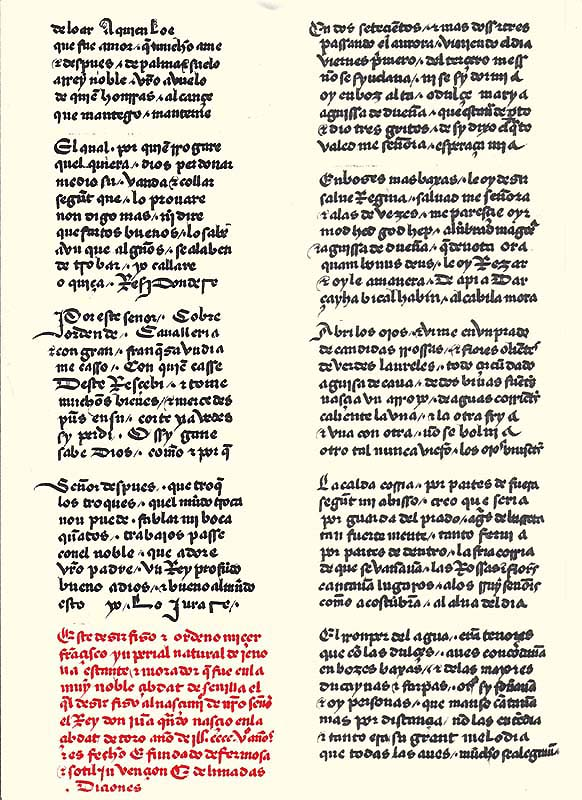
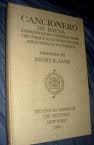
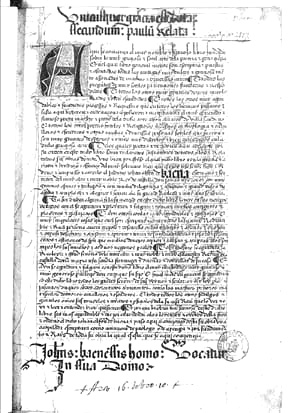
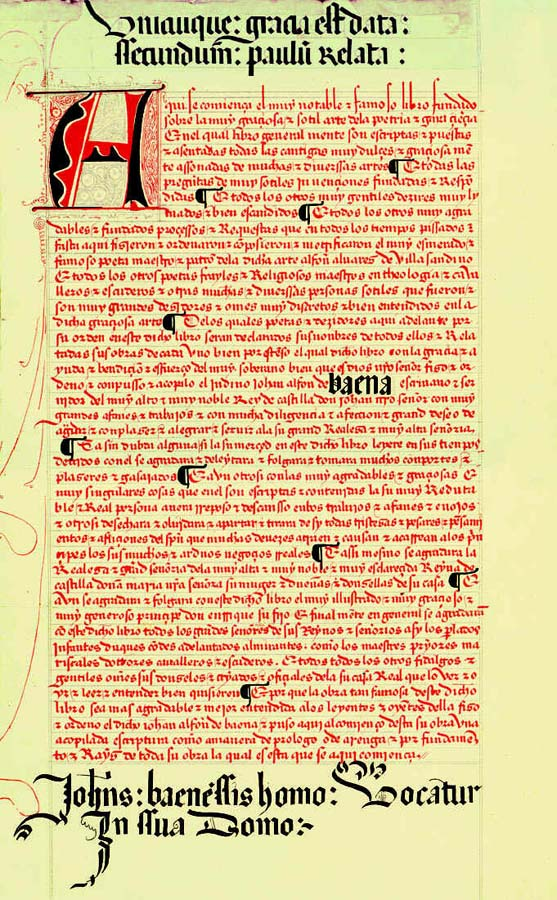
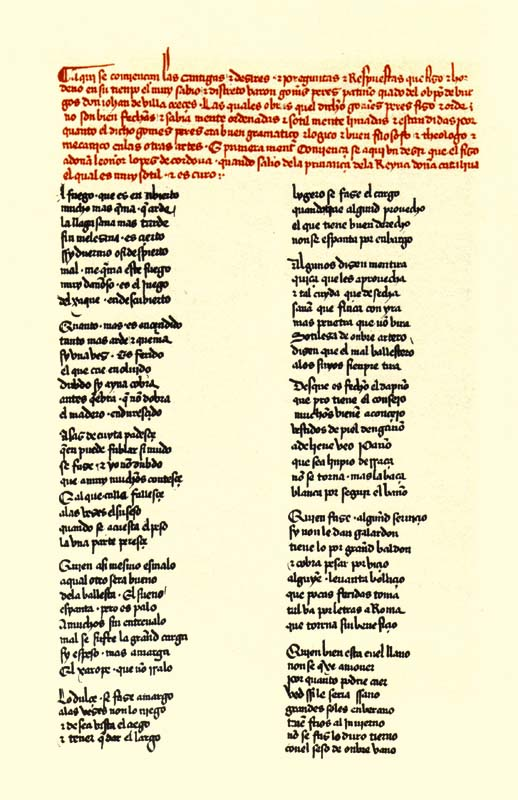
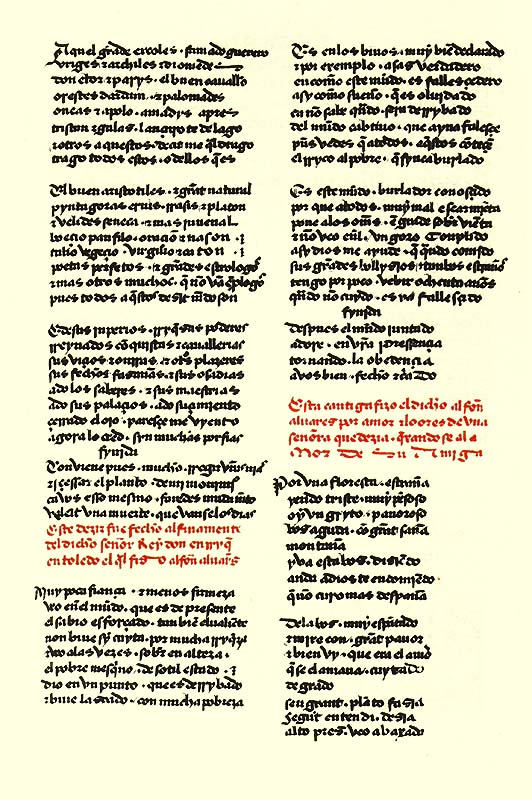
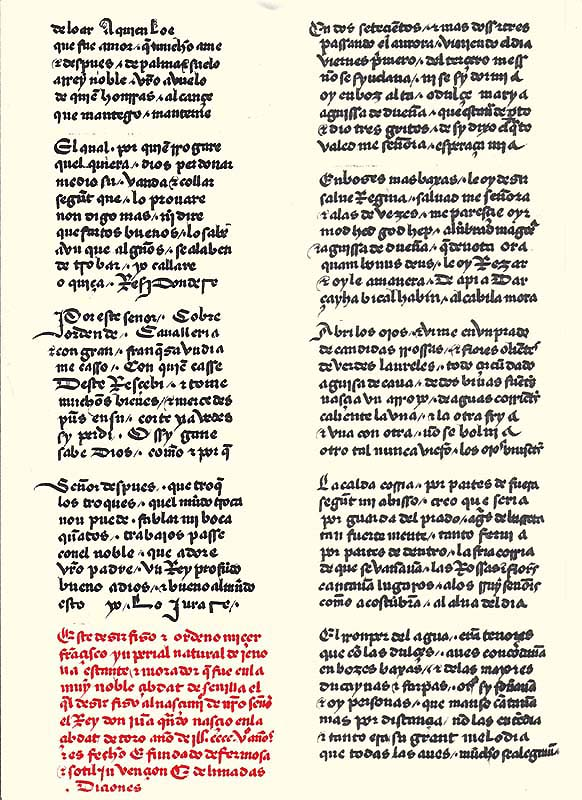

- Foli 1. Foto en color.
- Poemes de Gómez Pérez Patiño.
- Poemes d'Alfonso Álvarez.
- Presentació de Francisco Imperial.